# Bernard Genghini
Bernard Genghini (Soultz-Haut-Rhin, 1958. január 18. –) francia labdarúgó-középpályás, edző. Fia, Benjamin Genghini szintén labdarúgó.
A francia válogatott tagjaként részt vett az 1982-es és az 1986-os labdarúgó-világbajnokságon, illetve aranyérmet nyert az 1984-es labdarúgó-Európa-bajnokságon.